# ジョージ・ベローズ
ジョージ・ウェスリー・ベローズ（George Wesley Bellows、1882年8月12日 - 1925年1月8日）はアメリカ合衆国の画家である。都会の下町や労働者階級の人々の生活を写実的に描く「アシュカン派」の画家の一人である。

## 略歴
オハイオ州、コロンバスの建築家、建築業者の息子に生まれた。1901年からオハイオ州立大学で英文学を学び、バスケットボールや野球の選手になった。アマチュア画家から絵を習い、大学の年鑑に自分の作品が載せられたのに自信を得て、卒業を待たず、画家になるために1904年にニューヨークに出た。ニューヨークではニューヨーク美術学校(後のパーソンズ美術大学)でウィリアム・メリット・チェイスに学び、美術学校で教えていたロバート・ヘンライ(1865-1929)と知り合い、ヘンライはベローズの生涯に渡る教師で友人となった。ヘンラインとは後にメイン州のモンヒガン島(Monhegan)で共に海岸風景を描いている。ヘンライは1908年に、保守的なナショナル・アカデミー・オブ・デザインの展覧会に対抗し、モーリス・プレンダーガストらと「8人展(The Eight)」を開き、「アシュカン派」と呼ばれる美術家グループの先駆者となるが、ベローズも「アシュカン派」の代表的画家となった。風景画やスポーツなどを題材にした他、1910年に美術学校の学生と結婚して2人の娘ができた後は、家族を題材にした人物画も描いた。
1913年にアメリカにヨーロッパの新しい美術を紹介した、アーモリーショーの開催に協力し、出展もした。1916年にナショナル・アカデミー・オブ・デザインの会員に選ばれた。1911年からアート・スチューデンツ・リーグ・オブ・ニューヨークで教えた。
42歳で虫垂炎の手術後に腹膜炎を起こし亡くなった。

## 作品

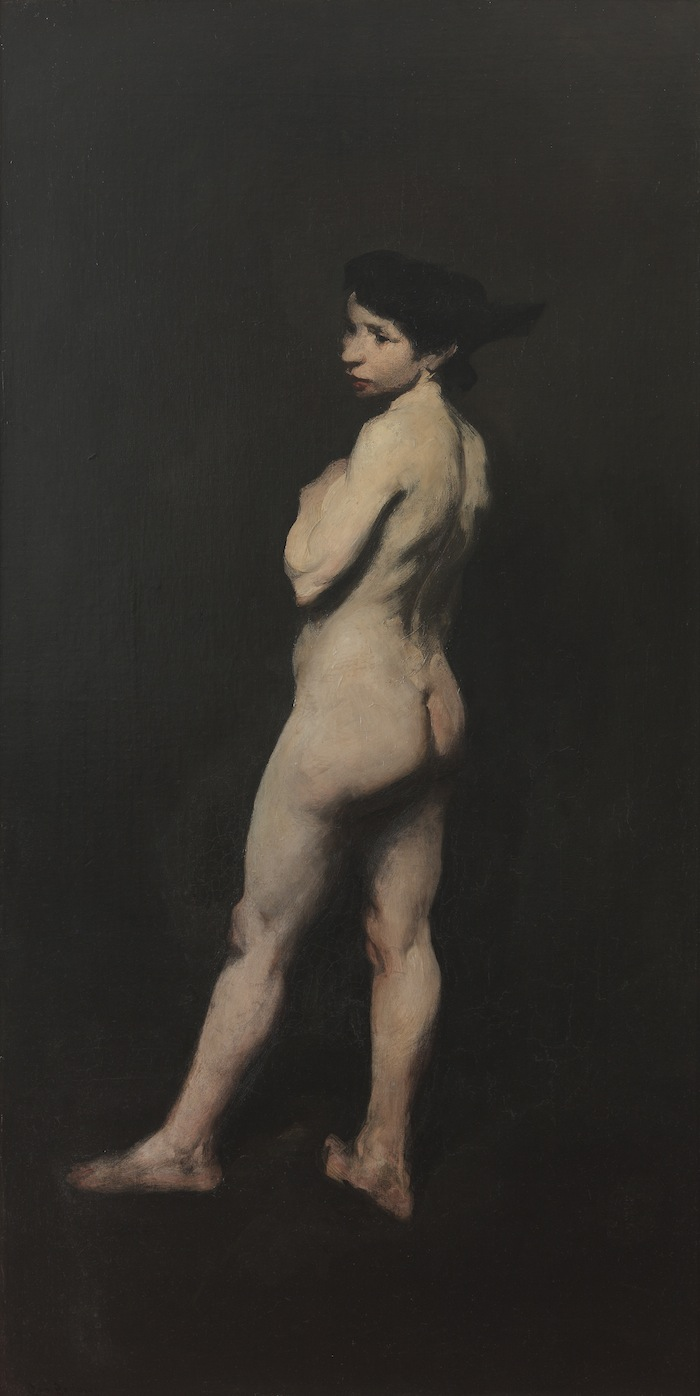
「ミス・ベンサム」(1906)
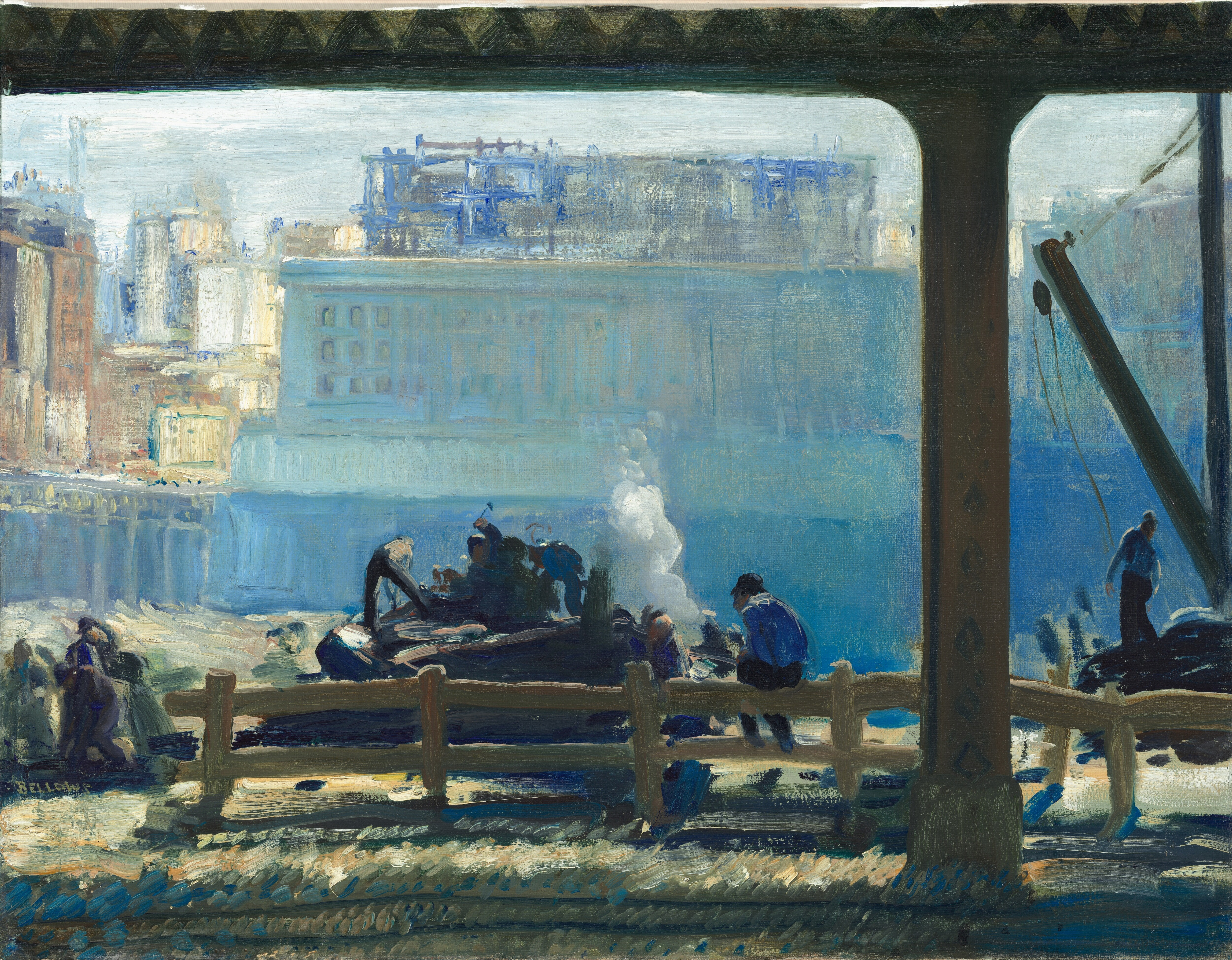
「Blue Morning」(1909)
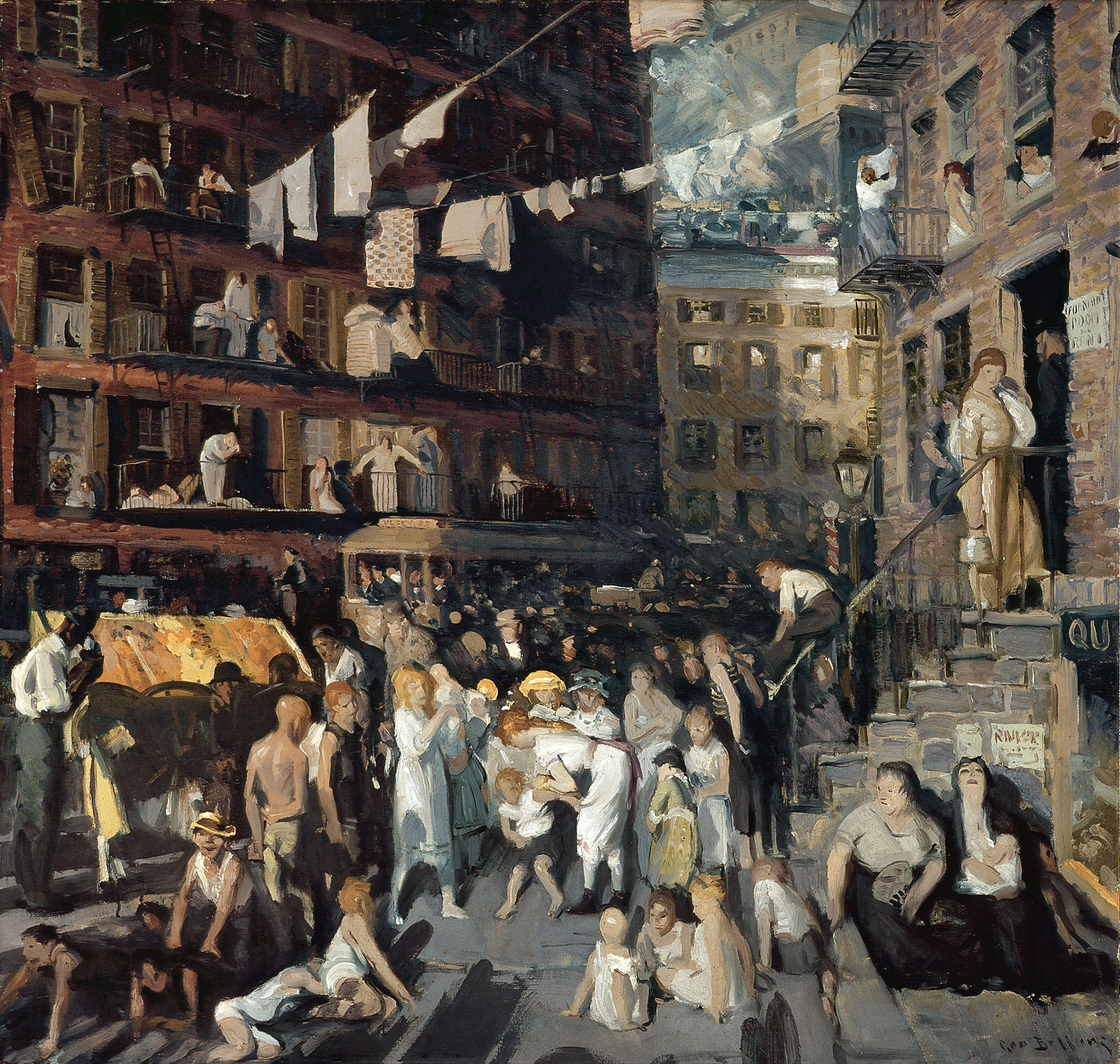
「Cliff Dwellers」(1913)
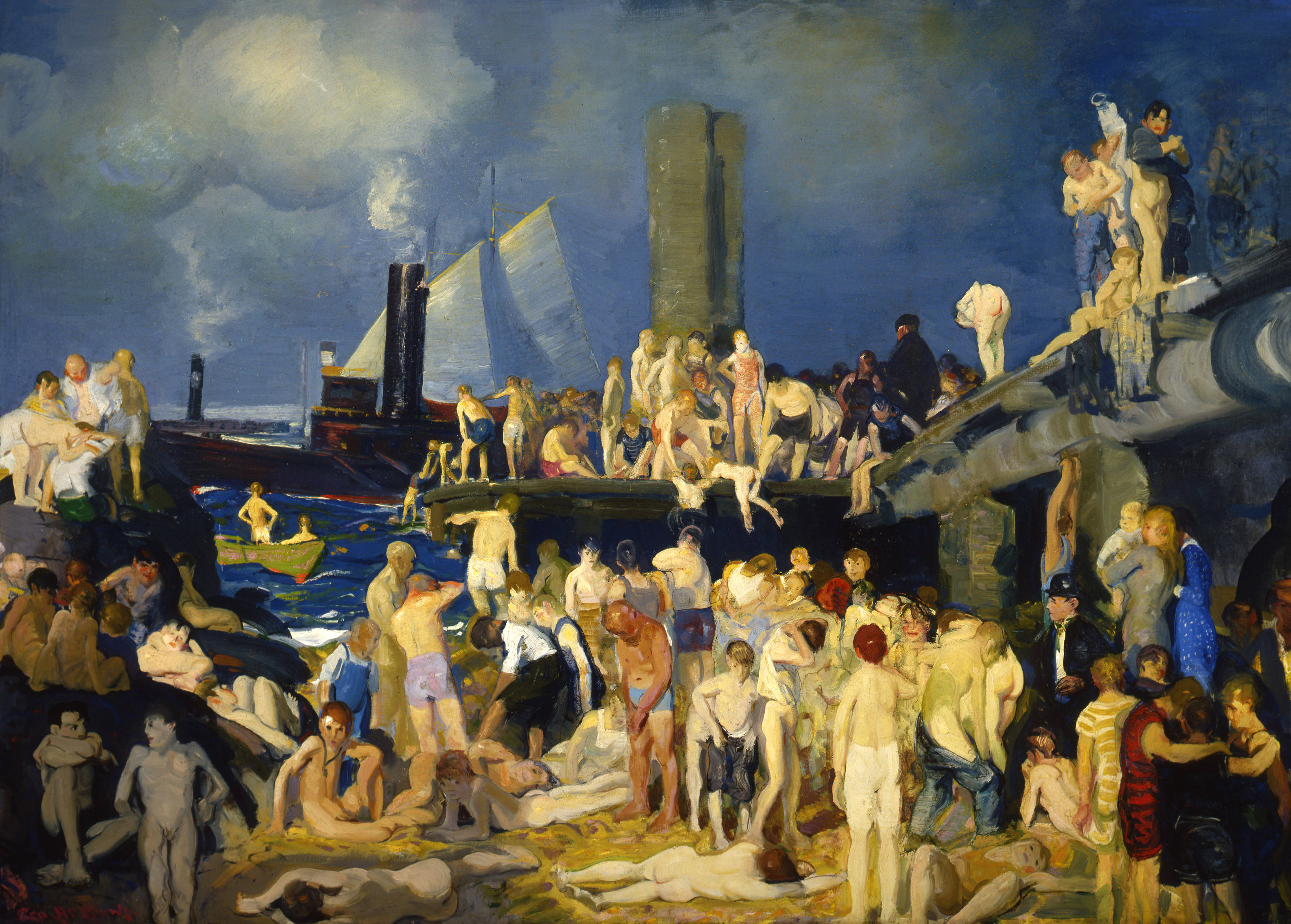
「River Front No. 1」(1915)
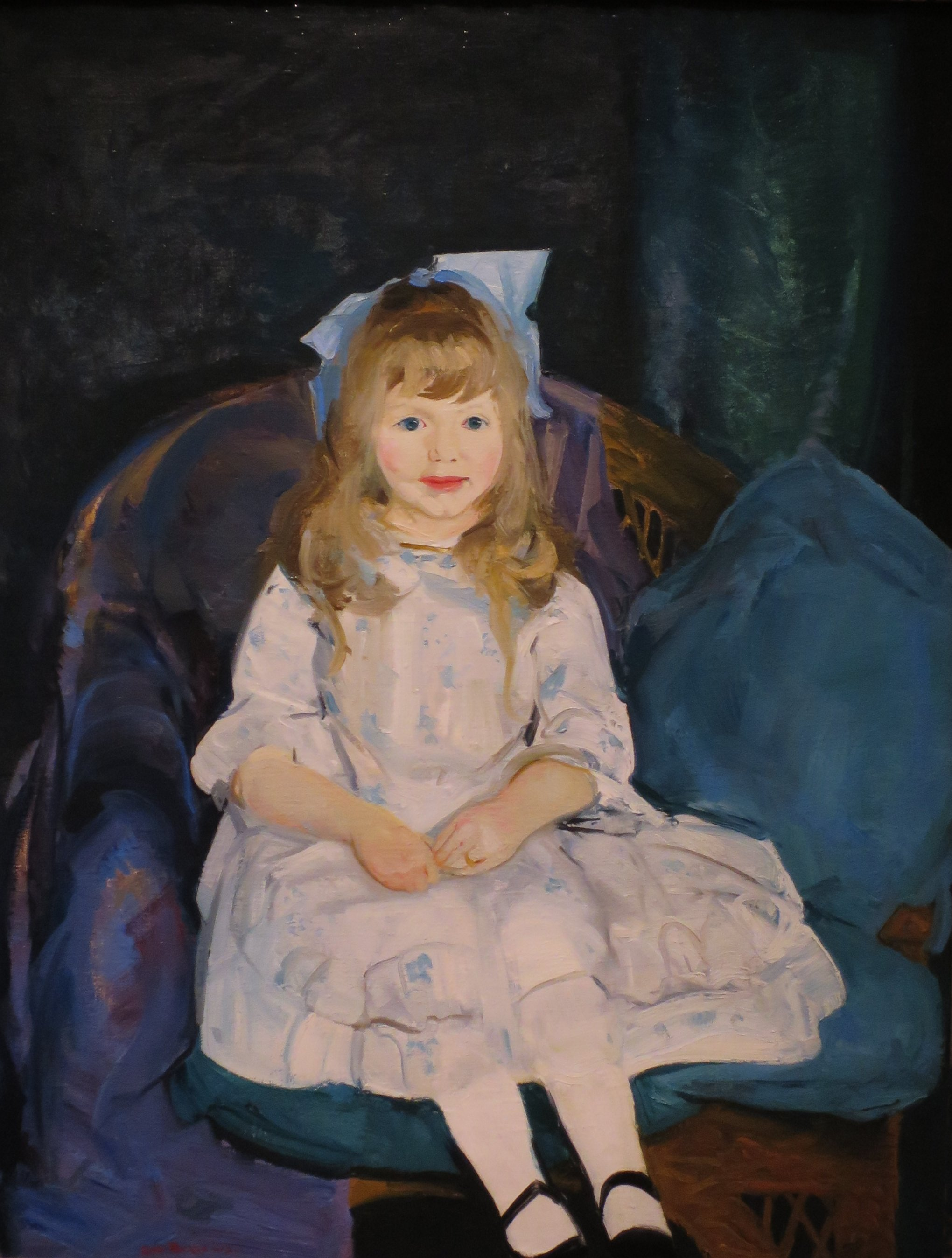
「娘の肖像」(1915)
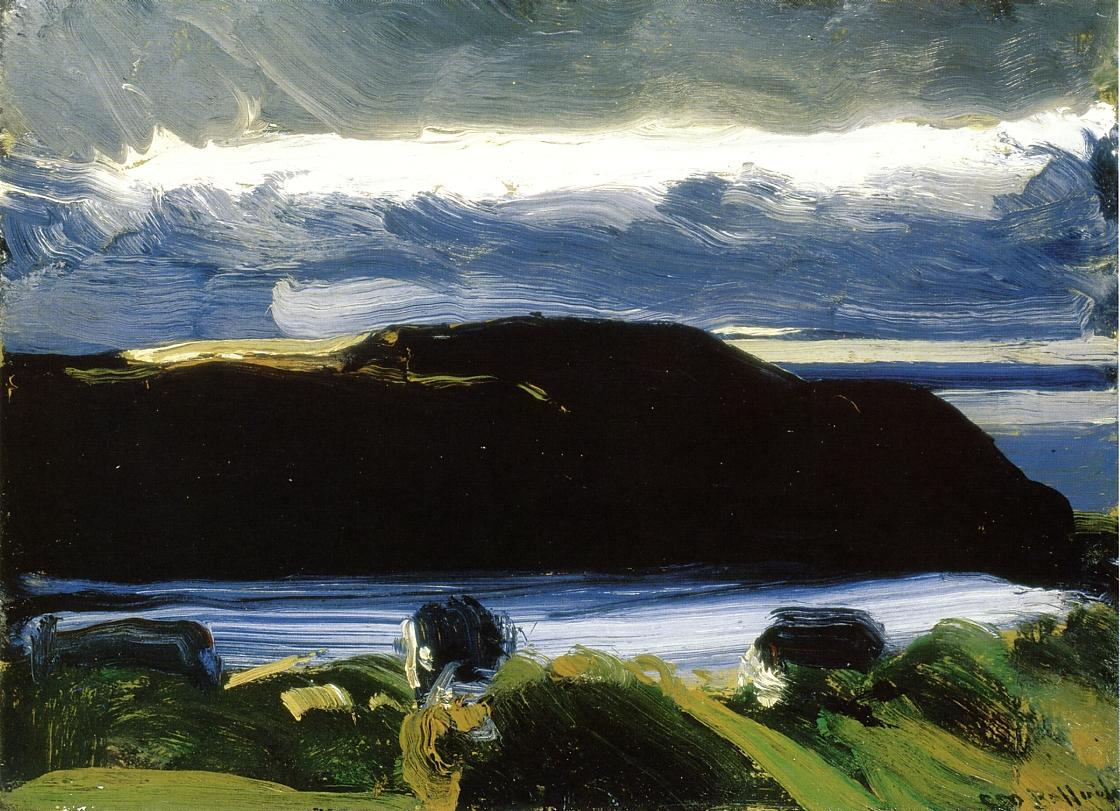
「Breaking Sky Monhegan」(1916)
「ドイツ軍の襲来」(1918)
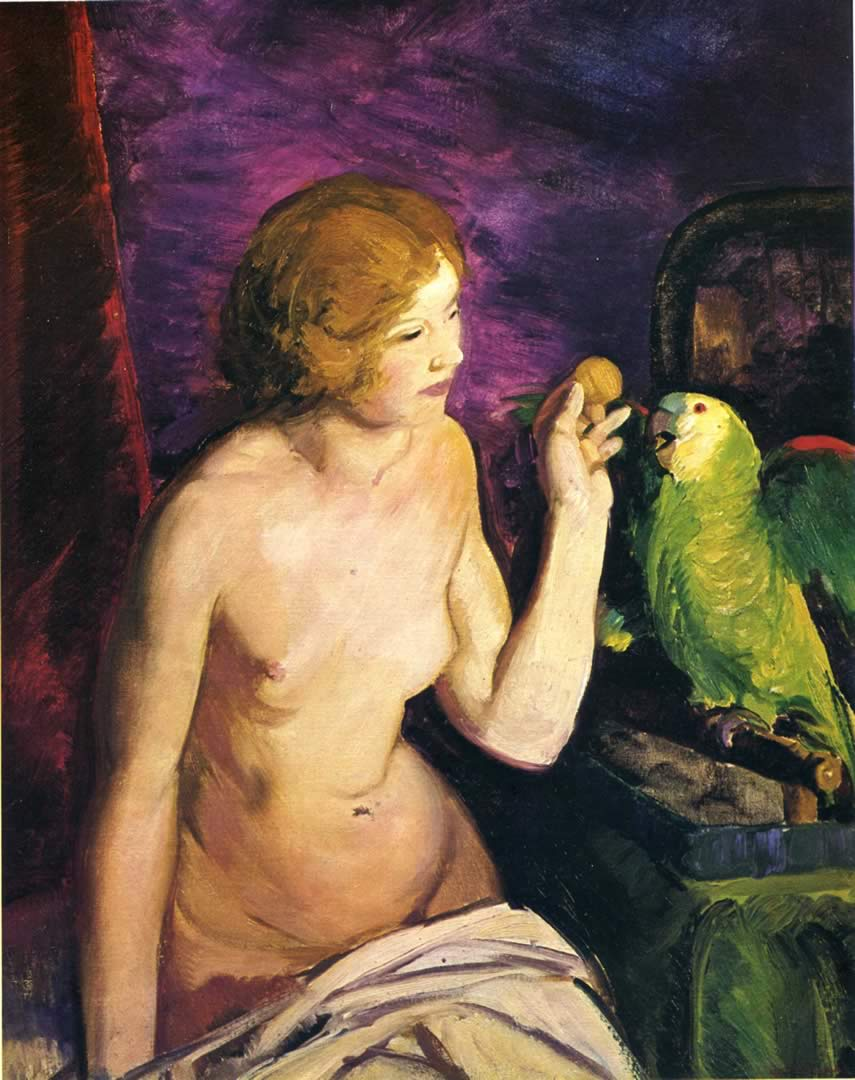
「オームとヌード」(1918)
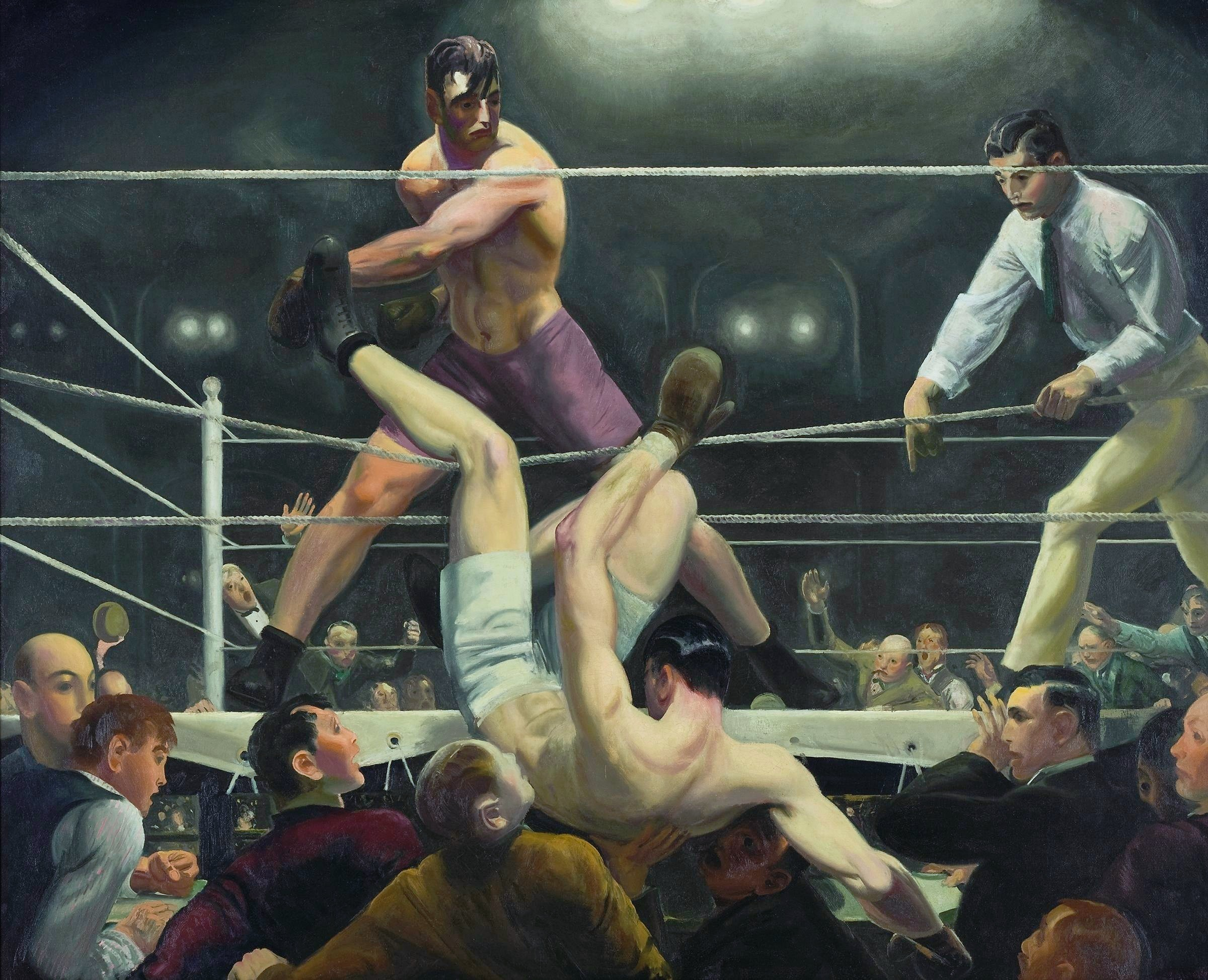
「ジャック・デンプシーとフィルポ」(1924)